# Черевковский сельский совет (Миргородский район)
Черевковский сельский совет (укр. Черевківська сільська рада) — входит в состав
Миргородского района
Полтавской области
Украины.
Административный центр сельского совета находится в 
с. Черевки.

## Населённые пункты совета
- с. Черевки
- с. Бакумовка
- с. Новоселица
- с. Прокоповичи
- с. Радченково
- с. Сажка
- с. Скиданки